# Max Irving
Max Irving (Long Beach, 21 de maio de 1995) é um jogador de polo aquático estadunidense.

## Carreira
Max Irving estudou na Universidade da Califórnia em Los Angeles, e jogou pelo time esportivo. Na Universiade 2015 em Gwangju, ele ganhou a medalha de bronze com a seleção estudantil dos Estados Unidos.
A partir de 2017, Irving também jogou na seleção nacional. Depois de um 13º lugar no Campeonato Mundial de 2017, Bowen alcançou o nono lugar com a seleção nacional no Campeonato Mundial de 2019 em Gwangju. Na final dos Jogos Pan-Americanos de 2019, a seleção dos Estados Unidos venceu o Canadá. Nos Jogos Olímpicos de 2021 em Tóquio, Irving e sua equipe perderam para os espanhóis nas quartas de final. A equipe alcançou a sexta colocação nos jogos de colocação. Irving marcou dois gols contra a Croácia no jogo do quinto lugar.
Um sexto lugar no Campeonato Mundial de 2022 foi seguido por um sétimo lugar no Campeonato Mundial de 2023. Nos Jogos Pan-Americanos de 2023, a seleção norte-americana venceu os brasileiros, com Irving marcando dois gols na final. Em 2024, a seleção dos EUA alcançou apenas o nono lugar na Copa do Mundo de 2024. Nos Jogos Olímpicos de Verão de 2024, em Paris, conquistou a medalha de bronze no torneio masculino do polo aquático, após vencer confronto contra a equipe húngara por 11–8 na disputa pelo terceiro lugar.